# Milichiella circularis
Milichiella circularis är en tvåvingeart som beskrevs av Aldrich 1931. Milichiella circularis ingår i släktet Milichiella och familjen sprickflugor.
Artens utbredningsområde är Hawaii.